# Manon
Manon é uma ópera em cinco atos de Jules Massenet, com libreto de Henri Meilhac e Philippe Gille, baseado em L'histoire du Chevalier des Grieux et de Manon Lescaut, do Abade Prévost (1731).
Foi apresentada pela primera vez na Opéra Comique de Paris, em 19 de janeiro de 1884.
Dentre as mais notáveis intérpretes do papel-título, destacaram-se  Bidu Sayão, Victoria de Los Angeles, Beverly Sills, Renée Fleming, Anna Netrebko, e Natalie Dessay.

## Personagens
| Personagem              | Voz           | Estreia, 19 de janeiro, 1884 (Maestro: - ) |
| ----------------------- | ------------- | ------------------------------------------ |
| Manon Lescaut           | soprano       | Marie Heilbron                             |
| Le Chevalier des Grieux | tenor         | Jean-Alexandre Talazac                     |
| Lescaut                 | barítono      |                                            |
| Cassandra               | tenor         |                                            |
| Monsieur de Brétigny    | baritone      |                                            |
| Le Comte des Grieux     | bass          |                                            |
| Pousette                | soprano       |                                            |
| Javotte                 | mezzo-soprano |                                            |
| Rosette                 | mezzo-soprano |                                            |

## Gravações Selecionadas
- 1951 - Janine Micheau (Manon), Libero de Luca (des Grieux), Roger Bourdin (Lescaut), Julien Giovanetti (Comte des Grieux) - Choeur et Orchestre de l'Opéra-Comique, Albert Wolff - (Preiser)
- 1955 - Victoria de los Ángeles (Manon), Henri Legay (des Grieux), Michel Dens (Lescaut), Jean Borthayre (Comte des Grieux) - Choeur et Orchestre de l'Opéra-Comique, Pierre Monteux - (EMI)
- 1970 - Beverly Sills (Manon), Nicolai Gedda (des Grieux), Gérard Souzay (Lescaut), Gabriel Bacquier (Comte des Grieux), Ambrosian Opera Chorus, New Philarmonic Orchestra, Julius Rudel - (EMI)
- 1982 - Ileana Cotrubas (Manon), Alfredo Kraus (des Grieux), Gino Quilico (Lescaut), José van Dam (Comte des Grieux) - Choeur et Orchestre du Capitole de Toulouse, Michel Plasson - (EMI)
- 2000 - Angela Gheorghiu (Manon), Roberto Alagna (des Grieux), Earle Patriarco (Lescaut), José van Dam (Comte des Grieux) - Chorus and orchestra of the Théâtre Royal de la Monnaie, Bruxelas, Antonio Pappano - (EMI)